# Konya
Konya (denumit în perioada bizantină: în greacă Ἰκόνιον, Ikonion, în latină Iconium) este un oraș din Turcia, aflat la sud de Ankara, fiind în același timp și reședința județului cu același nume. Konya este al șaptelea oraș ca mărime din țară.

## Istoric
Este una din cele mai vechi așezări umane, cu dovezi de locuire din epoca preistorică. Orașul antic Ikonion a devenit un important centru creștin. Sfântul Sosipatru a fost episcop de Ikonion. Orașul a fost cucerit în secolul al XI-lea de turcii selgiucizi, devenind reședința Sultanatului de Rum. Aici a trăit poetul și misticul sufi Jalāl ad-Dīn Muhammad Rūmī. Începând cu secolul al XV-lea, Konya a intrat în componența Imperiului Otoman.

## Demografie
Orașul are cca 584.000 locuitori.

## Date economice
Konya este un important nod rutier, industrial și religios. Aici se află și un aeroport.

## Obiective turistice
- Mausoleul Mevlana
- Moscheea Selimiye
- Moscheea Aziziye

## Personalități
- Tecla de Ikonion (sec. I), colaboratoare a Sfântului Pavel